# Torneo Challenger León
Torneo Challenger León – męski turniej tenisowy zaliczany do cyklu ATP Challenger Tour rozgrywany w León na twardych kortach Club Casablanca San Ángel. Do 2009 roku zawody rozgrywane były w Meksyku.

## Mecze finałowe

### Gra pojedyncza
| Rok  | Mistrz                   | Finalista                | Wynik               |
| 2019 | Blaž Rola                | Liam Broady              | 6:4, 4:6, 6:3       |
| 2018 | Christopher Eubanks      | John-Patrick Smith       | 6:4, 3:6, 7:6(4)    |
| 2017 | Adrián Menéndez-Maceiras | Roberto Quiroz           | 6:4, 3:6, 6:3       |
| 2016 | Michael Berrer           | João Souza               | 6:3, 6:2            |
| 2015 | Austin Krajicek          | Adrián Menéndez-Maceiras | 6:7(3), 7:6(5), 6:4 |
| 2014 | Rajeev Ram               | Sam Groth                | 6:2, 6:2            |
| 2013 | Donald Young             | Jimmy Wang               | 6:2, 6:2            |
| 2012 | Denis Zivkovic           | Rajeev Ram               | 7:6(5), 6:4         |
| 2011 | Bobby Reynolds           | Andre Begemann           | 6:3, 6:3            |
| 2010 | Santiago González        | Michał Przysiężny        | 3:6, 6:1, 7:5       |
| 2009 | Dick Norman              | Marcel Felder            | 6:4, 6:7(6), 7:5    |
| 2008 | Dawid Olejniczak         | Sam Warburg              | 6:4, 6:3            |
| 2007 | Jo-Wilfried Tsonga       | Bruno Echagaray          | 6:4, 2:6, 6:1       |
| 2006 | Rik de Voest             | Glenn Weiner             | 7:6(2), 7:6(2)      |
| 2005 | Amer Delić               | Jeff Morrison            | 6:4, 3:6, 6:3       |
| 2004 | Jeff Morrison            | Lu Yen-hsun              | 4:6, 7:6(3), 6:2    |
| 2003 | Adrián García            | Santiago González        | 7:5, 6:3            |

### Gra podwójna
| Rok  | Mistrzowie                             | Finaliści                          | Wynik               |
| 2019 | Lucas Miedler Sebastian Ofner          | Matt Reid John-Patrick Smith       | 4:6, 6:4, 10–6      |
| 2018 | Gonzalo Escobar Manuel Sánchez         | Bradley Mousley John-Patrick Smith | 6:4, 6:4            |
| 2017 | Leander Paes Adil Shamasdin            | Luca Margaroli Caio Zampieri       | 6:1, 6:4            |
| 2016 | Santiago González Mate Pavić           | Sam Groth Leander Paes             | 6:4, 3:6, 13–11     |
| 2015 | Austin Krajicek Rajeev Ram             | Guillermo Durán Horacio Zeballos   | 6:2, 7:5            |
| 2014 | Sam Groth Chris Guccione               | Marcus Daniell Artem Sitak         | 6:3, 6:4            |
| 2013 | Chris Guccione Matt Reid               | Purav Raja Divij Sharan            | 6:3, 7:5            |
| 2012 | John Peers John-Patrick Smith          | César Ramírez Bruno Rodríguez      | 6:3, 6:3            |
| 2011 | Rajeev Ram Bobby Reynolds              | Andre Begemann Chris Eaton         | 6:3, 6:2            |
| 2010 | Santiago González Vasek Pospisil       | Kaden Hensel Adam Hubble           | 3:6, 6:3, 10–8      |
| 2009 | Sanchai Ratiwatana Sonchat Ratiwatana  | Víctor Estrella João Souza         | 6:3, 6:3            |
| 2008 | Carsten Ball Robert Smeets             | Neil Bamford Joshua Goodall        | 6:7(5), 6:4, 10–8   |
| 2007 | Miguel Gallardo-Valles Carlos Palencia | Brendan Evans Brian Wilson         | 6:3, 6:3            |
| 2006 | Pierre-Ludovic Duclos André Ghem       | Rik de Voest Glenn Weiner          | 6:4, 0:6, 10–3      |
| 2005 | Rajeev Ram Bobby Reynolds              | Rik de Voest Łukasz Kubot          | 6:1, 6:7(7), 7:6(4) |
| 2004 | Nathan Healey Tuomas Ketola            | Lu Yen-hsun Danai Udomchoke        | 7:5, 7:6(6)         |
| 2003 | Huntley Montgomery Andres Pedroso      | Bruno Echagaray Jean-Julien Rojer  | 6:7(3), 7:5, 6:4    |